# Leichtathletik-Weltmeisterschaften 2011/Teilnehmer (Vietnam)
| Goldmedaillen | Silbermedaillen | Bronzemedaillen |
| ------------- | --------------- | --------------- |
| —             | —               | —               |

Der vietnamesische Leichtathletik-Verband stellte bei den Leichtathletik-Weltmeisterschaften 2011 im südkoreanischen Daegu eine Teilnehmerin.

## Ergebnisse

### Frauen

#### Laufdisziplinen
| Athletin          | Disziplin | Vorlauf     | Vorlauf | Halbfinale         | Halbfinale         | Finale             | Finale             |
| Athletin          | Disziplin | Zeit        | Platz   | Zeit               | Platz              | Zeit               | Platz              |
| ----------------- | --------- | ----------- | ------- | ------------------ | ------------------ | ------------------ | ------------------ |
| Trương Thanh Hằng | 800 m     | 2:03,52 min | 29      | nicht qualifiziert | nicht qualifiziert | nicht qualifiziert | nicht qualifiziert |